# Francesco de Borgia y Mila
Pour les articles homonymes, voir Famille Borgia et Borgia (homonymie).
 (juin 2016).
Si vous disposez d'ouvrages ou d'articles de référence ou si vous connaissez des sites web de qualité traitant du thème abordé ici, merci de compléter l'article en donnant les références utiles à sa vérifiabilité et en les liant à la section « Notes et références ».
Francesco de Borgia, 2e prince de Squillace, est un noble italien appartenant à la famille Borgia.

## Biographie
Francesco de Borgia y Mila[réf. nécessaire] est le fils du prince Geoffroi Borgia (fils du Pape Alexandre VI et neveu du Pape Calixte III) et de sa seconde femme Maria Juana de Mila d'Aragon (fille du comte d'Albaida et petite-fille du roi Jean II d'Aragon). Il naît donc dans une des familles italo-aragonaises les plus riches et les plus en vue de son époque.[réf. nécessaire]
Francesco Borgia devient prince de Squillace à la mort de son père en 1517. La principauté comprend alors les territoires de Pallagorio, San Floro, Borgia, Squillace, Amaroni, Vallefiorita, Palermiti, Staletti, Montauro, Gasperina, Centrache, Olivadi, Cenadi, San Vito, Argusto, Petrizzi, Soverato, Gagliato, Satriano, Cardinale, Davoli et San Sostene et est un des fiefs les plus importants de la Calabre. Il s'étend alors en effet sur une grande partie de l'isthme de Catanzaro.
Quelques années après que Francesco Borgia fut devenu prince de Squillace, les terres de Montauro et Gasperina qui en faisaient auparavant partie sont incorporées aux terres de l'Abbaye Santo Stefano del Bosco. Pendant de nombreuses années, Francesco lutte donc contre cette expropriation et réussit à en reprendre la possession mais quelques années avant sa mort, l'abbaye réussit à se faire restituer les terres usurpées.
Il se marie deux fois.[réf. nécessaire] La première avec Isabella Piccolomini, fille d'Alfonso Piccolomini et de Giovanna d'Aragon, avec qui il a Giovanni Battista Borgia, 3e prince de Squillace et ancêtre direct de la lignée des Borgia qui régna sur Squillace jusqu'en 1728 et fit plusieurs mariages avec les Borgia d'Espagne, et Antonia Borgia, future épouse du marquis Antonio Piccolomini[réf. nécessaire]. Il se remarie ensuite avec Isabelle d'Aragon.[réf. nécessaire]